# 1907-es magyar férfi vízilabda-bajnokság (első osztály)
Az 1907-es magyar férfi vízilabda-bajnokság a negyedik magyar vízilabda-bajnokság volt. A bajnokságban csak egy csapat, a MUE indult el, mely így ellenfél és mérkőzés nélkül nyerte el a bajnoki címet.
Az év végén megalakult a Magyar Úszó Szövetség, mely a következő évtől átvette a bajnokság rendezését a MASZ-tól.